# هاري بينيل
القائد هاري لوين لي بينيل (بالإنجليزية: Harry Lewin Lee Pennell)‏ (م.1882 - و. 31 مايو 1916)، كان ضابطًا في البحرية الملكية البريطانية، وقد خدم في بعثة تيرا نوفا إكسبيديشن لاستكشاف القارة القطبية الجنوبية.

## حياته العائلية
تزوج بينيل من كاتي هودسون، شقيقة صديقه من الكلية البحرية، في 15 أبريل 1915 أثناء إجازته على الشاطئ.

## حياته العملية
خدم هاري في بعثة تيرا نوفا إكسبيديشن. وكان هاري مسؤولا عن أول مشاهدة لساحل أوتس في 22 فبراير 1911، والتي سُميت على اسم الكابتن لورانس أوتس. أمضى هاري فترات قصيرة فقط في أنتاركتيكا، وعاد بعدها مع بعثة تيرا نوفا لانتظار شتاء عامي 1911 و 1912 في ليتيلتون Lyttelton، في نيوزيلندا. وقد خلف روبرت فالكون سكوت في قيادة بعثة تيرا نوفا، حيث كان من مهامها أن تجلب إمدادات جديدة إلى القارة القطبية الجنوبية (أنتاركتيكا) مع كل رحلة.
على الرغم من عدم كونه جزءا من الرحلة الرئيسية لاستكشاف القطب، كان بينيل عضوا مشهورا في البعثة. يذكر هربرت بونتينج، مصور البعثة، في كتابه الجنوب الأبيض العظيم قوله: كان هذا بينيل " الرجل الأكثر نشاطا من بين من عرفتهم على الإطلاق.... عندما لم يكن بينيل مشغولًا مع مشاكل اللإبحار، كان إما على المراقبة، أو يخرج إلى ساحة الأسلحة لمساعدة مجموعة البحارة أو يقوم بتقصير الشراع، أو يقوم بأية مساعدة خلاف ذلك في التعامل مع السفينة. كان "حوت العمل".
تمت ترقية بينيل إلى رتبة قائد وتم تكليفه بـالعمل على الطراد «HMS الملكة ماري».

## وفاته
توفي بينيل في الطراد «HMS الملكة ماري» في 31 مايو 1916 أثناء معركة جوتلاند، عندما غرقت السفينة بعد قصفها من قِبل السفن الألمانية إس إم إس سيدلتيز SMS Seydlitz وإس إم إس ديرفلنجرSMS Derfflinger.
سُمي ساحل بينيل في فيكتوريا لاند في أنتاركتيكا باسمه.

## وصلات خارجية
- مجموعة هاري بينل